# Ткаченко Василь Антонович
Васи́ль Анто́нович Ткаче́нко — старший прапорщик Збройних сил України, учасник російсько-української війни.

## Короткий життєпис
Закінчив Воронівську ЗОШ, Гарбузинське ПТУ. Пойшов строкову службу в РА, контингент в Угорській Народній Республіці. Одружився, жив в Донецьку, останнім часом проживав у Воронівці.
У часі війни — доброволець, з серпня 2014-го — командир танка, 24-та окрема механізована бригада.
6 лютого 2015-го загинув під час мінометного обстрілу терористами взводного опорного пункту поблизу села Кримське. Танк Ткаченка довго відстрілювався, був підбитий з мінометів.
Похований в селі Воронівка, Городищенський район.

## Нагороди та вшанування
За особисту мужність і героїзм, виявлені у захисті державного суверенітету та територіальної цілісності України, вірність військовій присязі під час російсько-української війни, відзначений — нагороджений
- 27 червня 2015 року — орденом «За мужність» III ступеня.
- квітнем 2015-го у Воронівці врочисто відкрито Пам'ятний знак Василю Ткаченку та Вікторові Арабському.